# Ansaldo L40
La Ansaldo L40 o Cingoletta L6/40 o Camionetta CVP-5 fu un prototipo di veicolo trasporto truppe italiano realizzato durante la seconda guerra mondiale, progettato dalla Ansaldo.

## Storia
Il Regio Esercito era entrato in guerra nel 1940 privo di veicoli blindati per il trasporto ed il combattimento delle fanterie. Solo dopo l'inizio delle ostilità si tentò di porre riparo ma con scarsi risultati, viste la priorità assegnata allo sviluppo di adeguati carri armati. Gli unici mezzi di questo tipo ad entrare effettivamente in servizio furono di tipo ruotato, come il Fiat-SPA S37, il SPA Dovunque 35 protetto ed il Fiat 665NM protetto.
L'esercito era rimasto impressionato dalle prestazioni in nord Africa delle cosiddette "cingolette" Vickers inglesi, ovvero mezzi cingolati derivati dallo scafo di carri armati leggeri impiegate per il trasporto dei fanti e come piattaforme per mitragliatrici, mortai, lanciafiamme. Vennero così avviati due progetti. Il progettista dell'Ansaldo, Giuseppe Rosini, sviluppò una "camionetta" cingolata derivata dallo scafo del carro leggero L6/40, simile nella configurazione al semovente L40 carro comando. La Fiat invece realizzò la Cingoletta 2800, anche detta CVP-4 (dal peso in tonnellate), come copia esatta delle Universal Carrier catturate. Dopo lunghe prove e modifiche, gli organi del Regio Esercito preferirono il modello Fiat, più spartano ed economico, rispetto al maggiormente protetto ed armato L40, troppo costoso in quel frangente storico. Tuttavia la bassa priorità del progetto ed i rovesci sul fronte africano bloccarono ambedue i progetti alla fase prototipica.

## Tecnica
Lo scafo corazzato conserva l'impostazione del carro armato L6/40, con vano di combattimento anteriore e motore posteriore. Lo scompartimento di combattimento è a cielo aperto ed ospita il conduttore e tre fanti dei quali un armiere. La corazzatura è spessa mediamente 15 mm, con un massimo di 30 mm sul frontale. L'arma principale è costituita da una potente mitragliatrice di derivazione navale Breda Mod. 31 da 13,2 mm, installata su blindosfera nella casamatta sul lato sinistro del mezzo. Una mitragliatrice Breda Mod. 38 da 8 mm è installata su un affusto a candeliere "in fuga", ovvero sul lato posteriore del vano equipaggio, a protezione del retro del mezzo ed in funzione antiaerea. Il treno di rotolamento ed il sistema di sospensioni sono fedelmente mutuati da quello dell'L6/40 e del semovente L40, con ruota dentata motrice anteriore. Il propulsore SPA 18D è sostituito dal più prestante SPA ABM 1 a 6 cilindri in linea, a benzina, raffreddato ad acqua da 4495 cm³, lo stesso montato dall'autoblindo AB40.